# Rostbukig trast
Rostbukig trast (Turdus rufiventris) är en fågel i familjen trastar inom ordningen tättingar. Den är en vanlig fågel i östra Sydamerika och Brasiliens nationalfågel.

## Utseende och läte
Rostbukig trast är en stor trast med olivbrunt på rygg och bröst, orangefärgad buk och ljusare, streckad strupe. Runt ögat har den en tydlig gul ring. Sången som varierar geografiskt är vanligen lång och rätt monoton.

## Utbredning och systematik
Rostbukig trast förekommer i östra Sydamerika. Den delas in i två underarter med följande utbredning:
- Turdus rufiventris juensis – förekommer i nordöstra Brasilien (Piauí och Ceará i Pernambuco och västra Bahia)
- Turdus rufiventris rufiventris – förekommer i södra Brasilien (södra Bahia) till Uruguay, Paraguay, Bolivia och norra Argentina

## Levnadssätt
Rostbukig trast hittas i öppen skog, savann, jordbruksmarker, parker och trädgårdar. Där ses den ofta födosöka på marken.

## Status och hot
Arten har ett stort utbredningsområde och en stabil population. Utifrån dessa kriterier kategoriserar IUCN arten som livskraftig (LC). Världspopulationen har inte uppskattats, men den beskrivs som vanlig.

## I kulturen
Rostbukig trast är sedan 2002 Brasiliens nationalfågel och sedan 1966 São Paulo delstatsfågel.

## Bilder

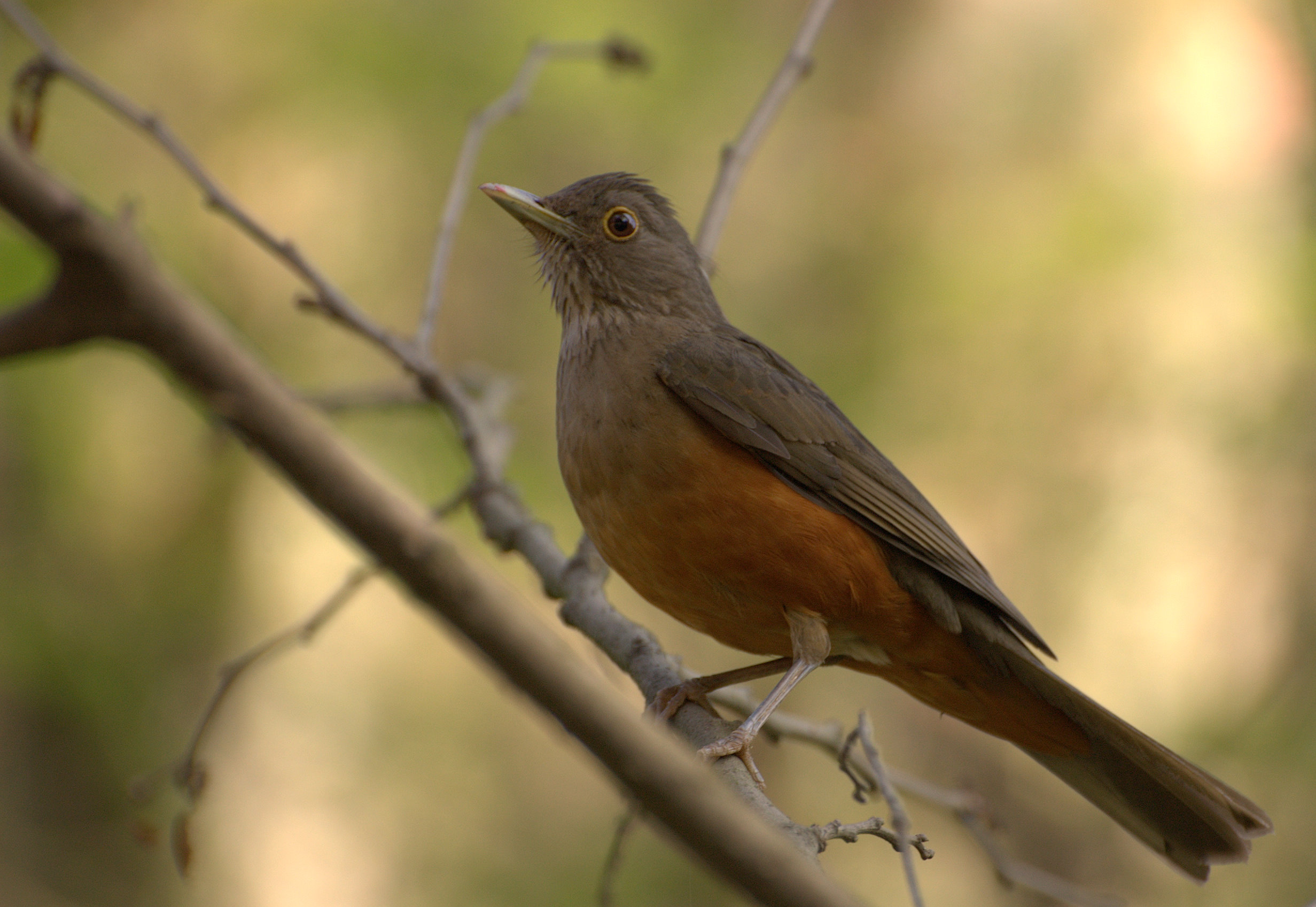
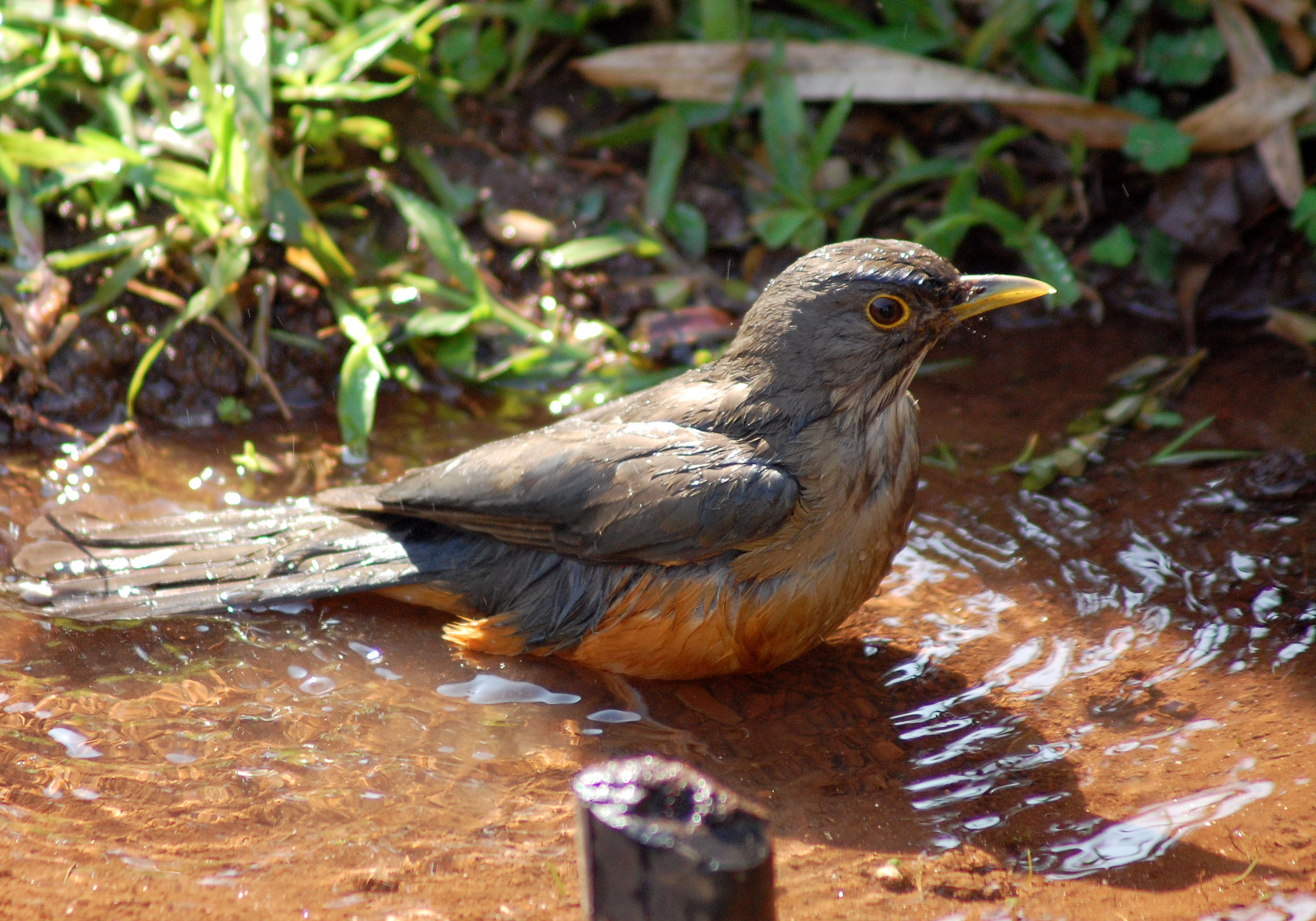
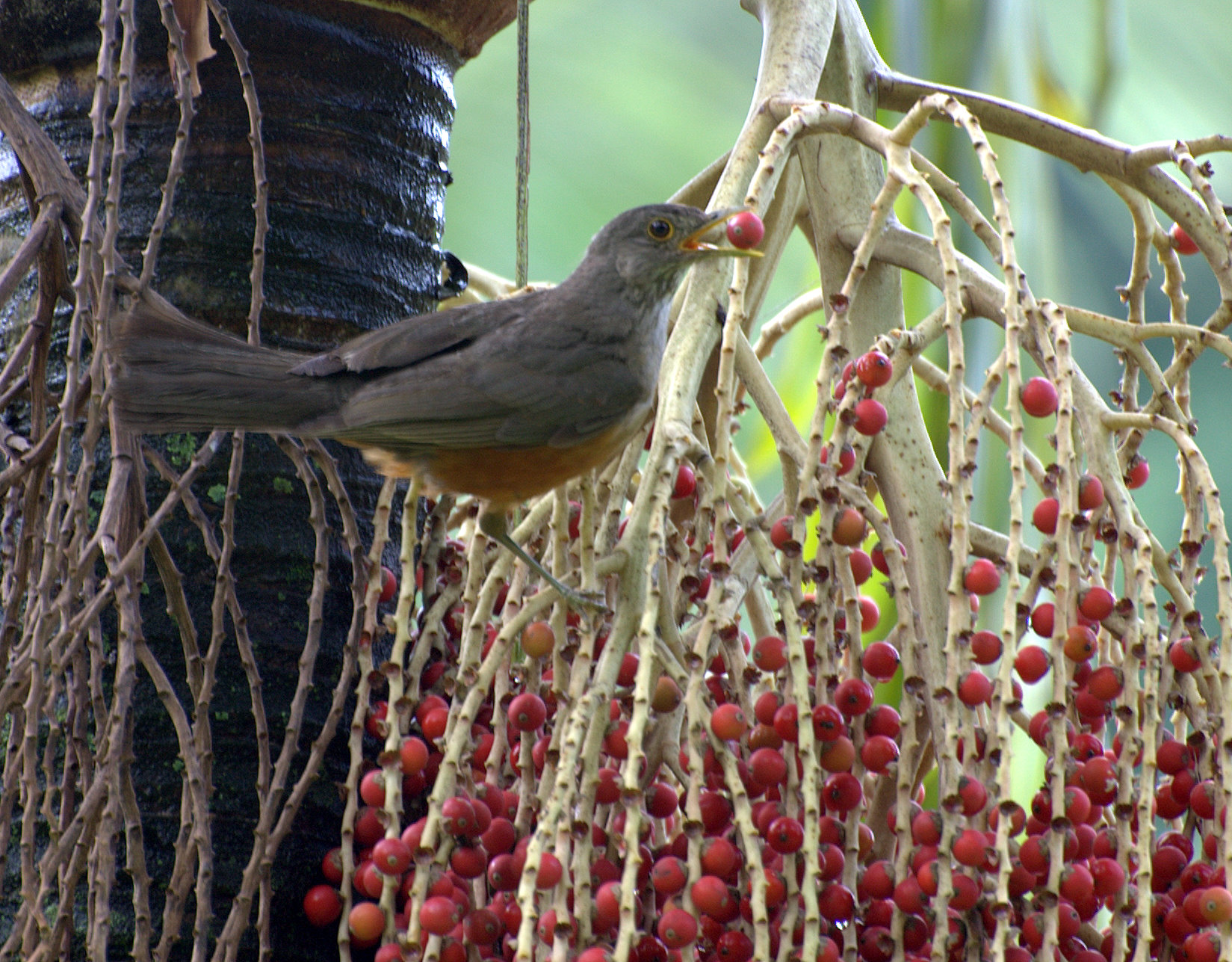
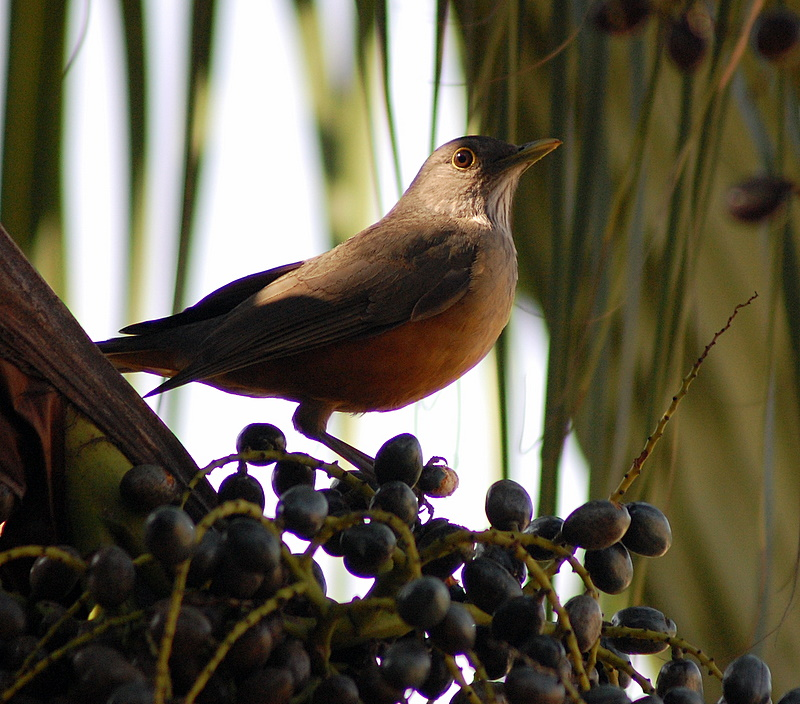
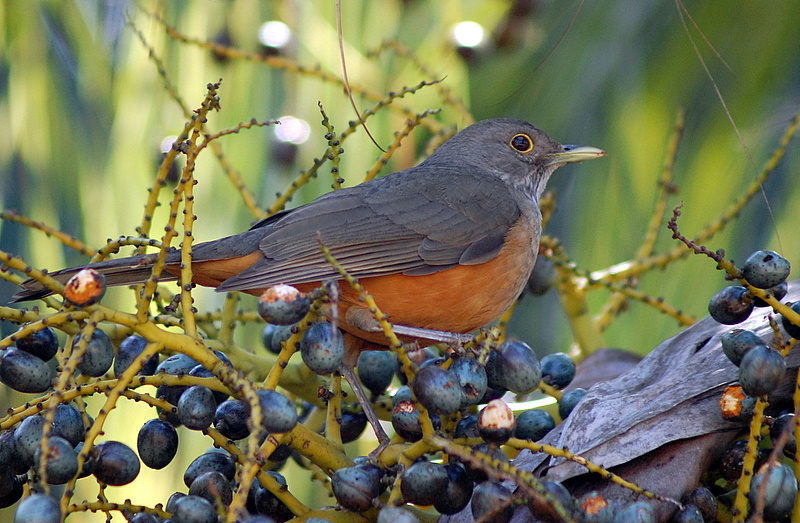